# میدان تقسیم

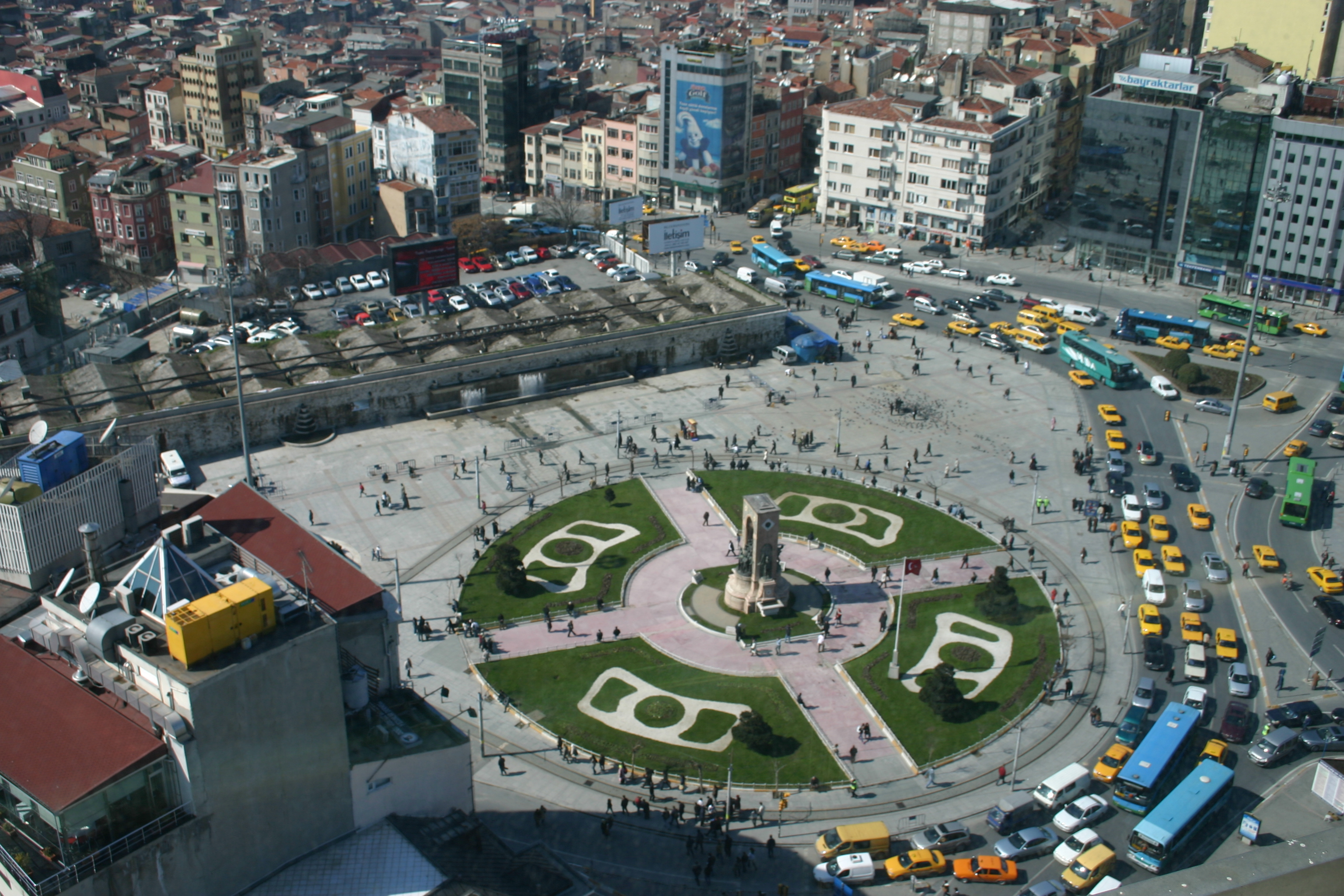
میدان تقسیم و یادبود جمهوریت

میدان تقسیم یا میدان تکسیم (به ترکی استانبولی: Taksim Meydanı) در بخش اروپایی شهر استانبول واقع است و یکی از مراکز خرید، جاذبه‌های گردشگری و تفریحی این شهر به‌شمار می‌آید که به خاطر رستوران‌ها، مغازه‌ها و هتل‌های متعددش شناخته شده‌است. این میدان شناخته شده‌ترین و معروف‌ترین مرکز مدرن شهر استانبول است. میدان تقسیم، قلب استانبول مدرن در نظر گرفته می‌شود و ایستگاه مرکزی شبکهٔ متروی استانبول در این میدان قرار دارد.
یادبود جمهوریت که توسط پیکرتراش مشهور ایتالیایی، پیئترو کانونیکا ساخته شده و در سال ۱۹۲۸ میلادی رونمایی شد نیز در میدان تقسیم و در ابتدای خیابان استقلال واقع شده‌است. یادبود جمهوریت، ادای احترامی است به تشکیل جمهوری ترکیه در سال ۱۹۲۳ میلادی که در نتیجهٔ جنگ استقلال به دست آمد این بنا از آن زمان به بعد محلی برای اجتماعات مردمی در استانبول به‌شمار می‌آید و جشن‌ها و اعتراضات زیادی تا به حال در این میدان برگزار شده‌است. این بنا همچنین محل دور زدن ترامواهایی است که از قدیم در این خیابان مسافران را جابه‌جا می‌کرده‌اند و اکنون تبدیل به تنها وسیله حمل و نقل در طول خیابان استقلال شده‌اند که عمدتاً توسط توریست‌ها و گردشگران مورد استفاده قرار می‌گیرند. این ترامواها یکی از قدیمی‌ترین ترامواهای دنیا حساب می‌شوند…
میدان تقسیم یا میدان تکسیم استانبول یکی از قطب‌های مهم حمل و نقل این شهر است که تقریباً دسترسی به همهٔ نقاط شهر را برای مسافران و ساکنان شهر فراهم می‌کند؛ همچنین به عنوان مرکز شهر و قطب حمل و نقل بهترین نقطه شروع برای گشت و گذار در شهر تاریخی استانبول است که تعدادی از مراکز دیدنی را نیز در اطراف خود جای داده‌است.
نامگذاری میدان تقسیم به اوایل دوران عثمانی بازمی‌گردد که این میدان به عنوان محلی برای جمع‌آوری و ارسال آب به سراسر شهر استفاده می‌شد.
میدان تقسیم از آب‌انبار و گورستان تا استادیوم و فضاهای تجمع اجتماعی را به خود دیده و کاربری آن در طول زمان دستخوش تغییراتی شده است. تقسیم، میدانی عمومی بود که زمان شکل‌گیری جمهوری ترکیه به وجود آمد. با این حال، میدان مذکور برای مدت ۱۳ سال به فراموشی سپرده شد تا اینکه به‌تدریج مورد توجه قرار گرفت و به فضای تفریحی و فرهنگی تبدیل شد. در آن زمان به‌سراغ کارشناس خارجی رفتند و «هنری پروست» (Henry Proust) فرانسوی را برای یک برنامه بلندمدت فراخواندند.
بنای یادبود استقلال، مهم‌ترین بنای تاریخی میدان تقسیم است که توسط «پیترو کانونیکا» (Pietro Canonica)، مجسمه‌ساز ایتالیایی، با کمک‌های مردمی ساخته و در سال ۱۹۲۸ میلادی افتتاح شد. این یادبود برای گرامیداشت مصطفی کمال آتاتورک، بنیان‌گذار  جمهوری ترکیه، در دو نقش فرمانده کل ارتش و یک دولتمرد ساخته شد. در نمای جنوبی آن که مشرف به خیابان سیراسلویلر (Sıraselviler) است، آتاتورک، عصمت اینونو و مارشال فوزی چخماق در جلو و چهره‌های دیگری در پشت سر آن‌ها دیده می‌شود که نمادی از پایه و اساس جمهوری ترکیه هستند.
مجسمه‌ دو ژنرال روسی به نام‌های «میخائیل واسیلیویچ فرونز» (Mikhail Vasilyevich Frunze) و مارشال «کلیمنت یفرموویچ وروشیلوف» (Kliment Yefremovich Voroshilov) نیز پشت اینونو و چخماق ایستاده‌اند که به کمک‌های نظامی ولادیمیر لنین در طول جنگ استقلال اشاره دارند. در نمای شمالی مشرف به خیابان جمهوریت، نماد جنگ استقلال ترکیه قرار دارد. در نماهای شرقی و غربی، سربازی با پرچم ترکیه، نمادی از ارتش این کشور است.
میدان تقسیم، یک منطقه تجاری، تفریحی و دیدنی مهم برای افراد محلی و گردشگران در استانبول است. این میدان همچنین محلی عالی برای ملاقات با دیگران و آغاز یک پیاده‌روی شهری در استانبول محسوب می‌شود. قدم‌زدن در اطراف میدان تقسیم، تماشای جمعیت و عبور از خیابان استقلال و لذت‌بردن از فضای پرجنب‌وجوش آن، یکی از بهترین تفریحات گردشگران است.

## نگارخانه

میدان تقسیم
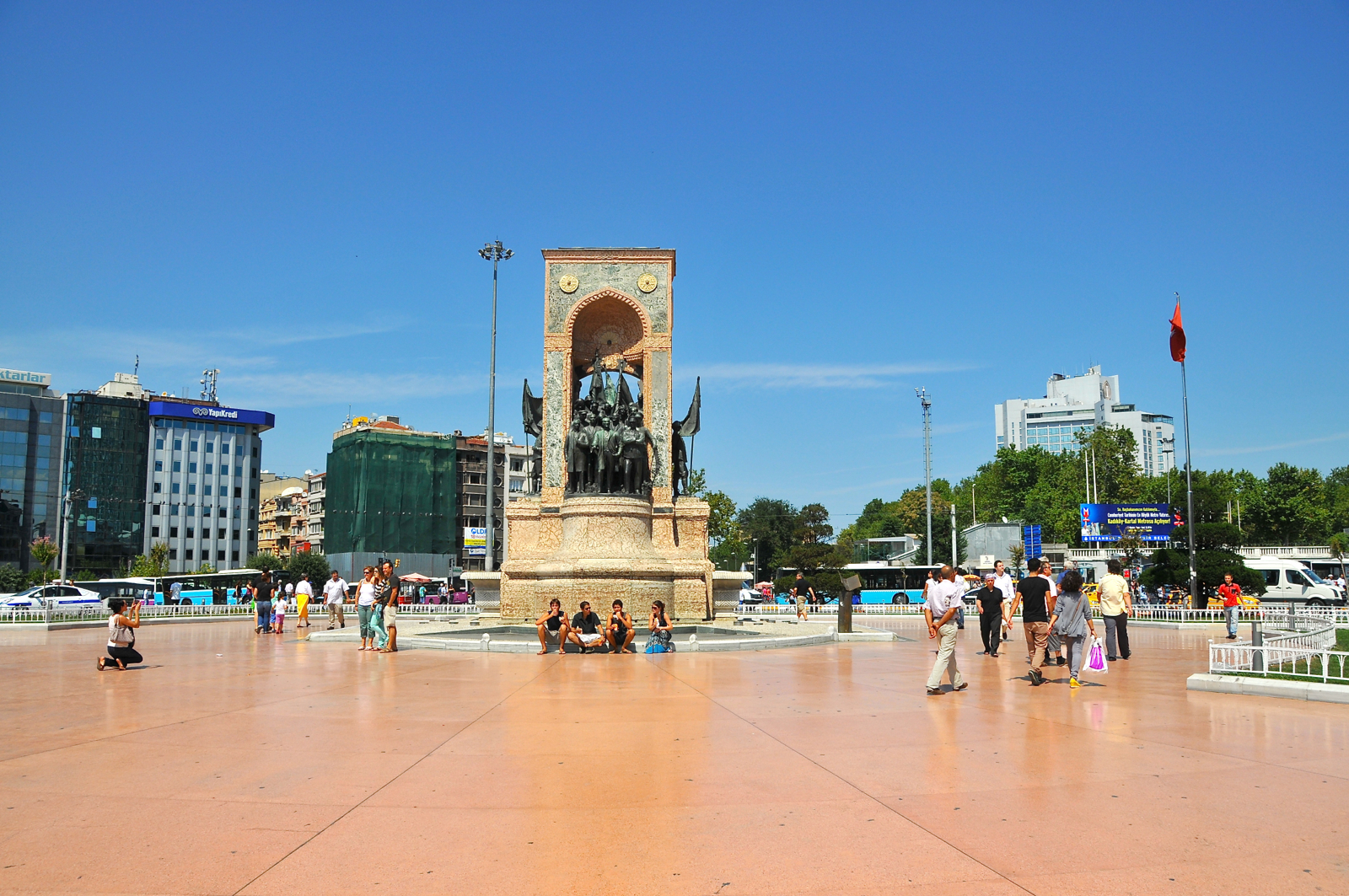
یادبود جمهوریت (۱۹۲۸)
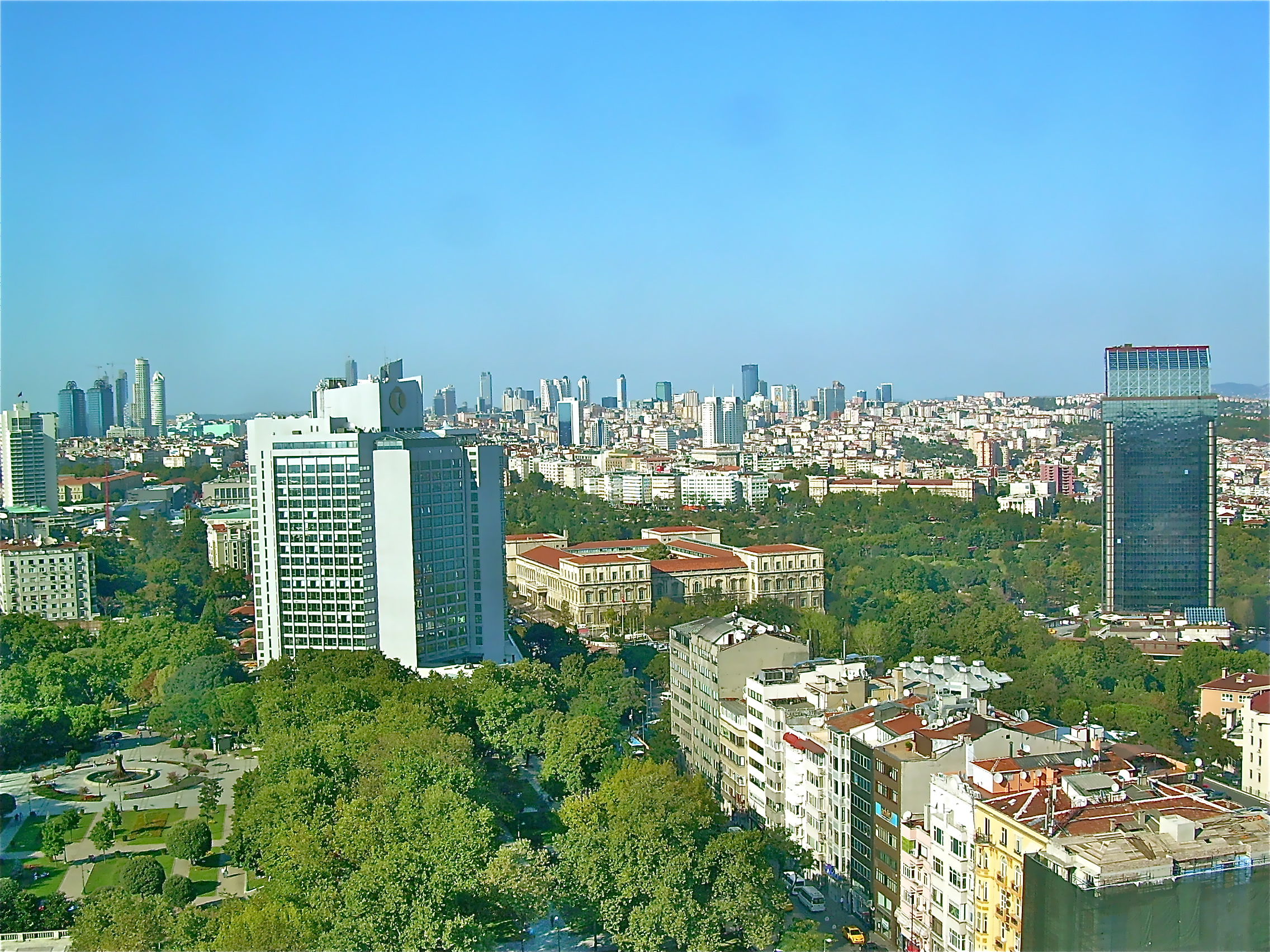
میدان تقسیم از بام هتل مرمره
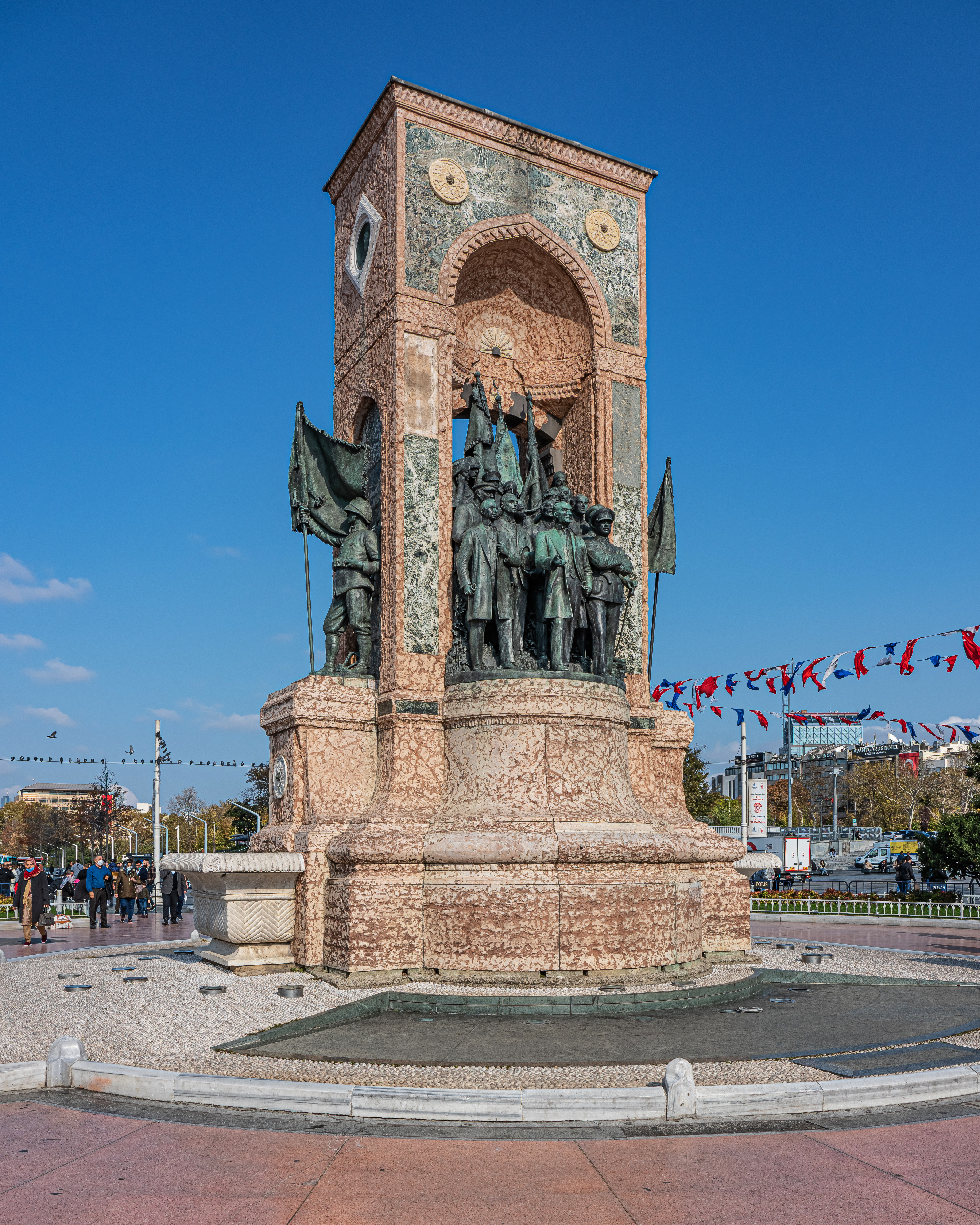
یادبود جمهوریت
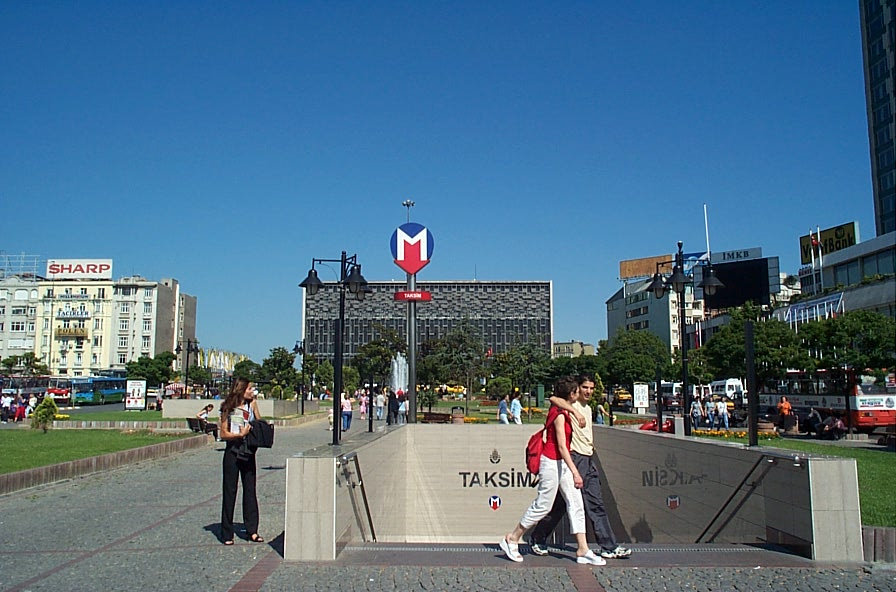
ورودی ایستگاه متروی استانبول
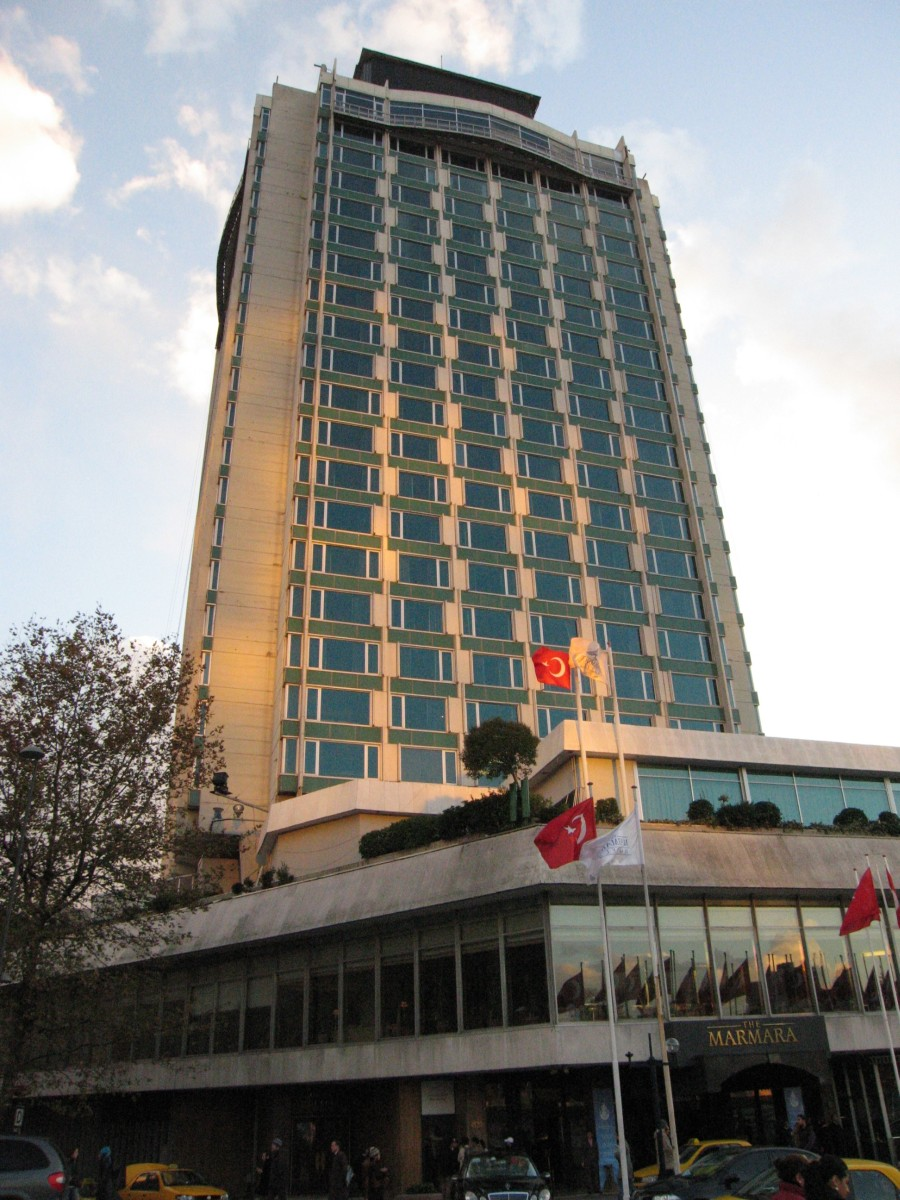
هتل مرمره